# Martin Schmidt (Politiker, 1933)
Martin Schmidt (* 23. November 1933 in Friesenhausen; † 19. November 2011 in Hamburg-Blankenese) war ein deutscher Gräzist und Politiker der Grün-Alternativen Liste Hamburg.

## Leben

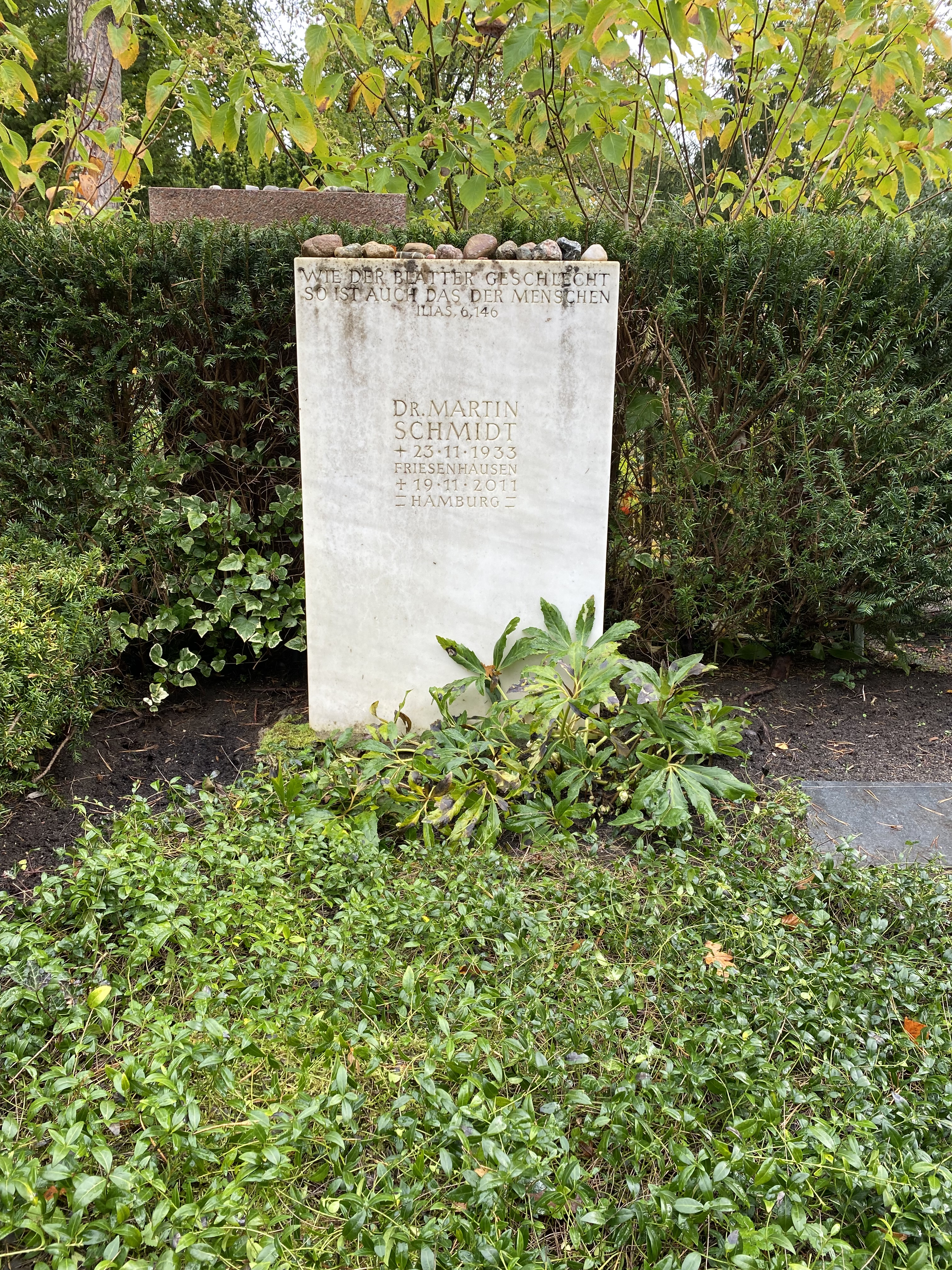
Grabstätte

Martin Schmidt, Sohn eines protestantischen Pfarrers, war in seiner Schulzeit Mitglied des Windsbacher Knabenchors und studierte Altphilologie und Geschichte in Erlangen, Berlin, Oxford und Heidelberg. In Berlin war er 1956/57 Obmann der Gesamtberliner Evangelischen Studentengemeinde, 1958/59 AStA-Vorsitzender an der Freien Universität Berlin und 1969–1971 Vorsitzender des Republikanischen Clubs.
Nach seiner Promotion zum Dr. phil. (1969 in Heidelberg) arbeitete er als wissenschaftlicher Angestellter am Thesaurus Linguae Graecae an der Universität Hamburg mit an der Erstellung des Lexikon des frühgriechischen Epos. Dies setzte er während seiner politischen Mandate – die Hamburgische Bürgerschaft ist als letzte deutsche Landes-Legislative als Feierabendparlament für tagsüber Berufstätige verfasst – und später als Rentner bis zur Fertigstellung des Lexikons im Jahre 2010 fort. Ferner beschäftigte sich Schmidt mit der Geschichte der Blankeneser Juden. Er war Vorsitzender des von ihm 2003 mitgegründeten Vereins zur Erforschung der Geschichte der Juden in Blankenese.
Schmidt hatte zwei Kinder aus seiner früheren Ehe und lebte mit der ehemaligen Bürgerschaftsabgeordneten Sabine Boehlich zusammen. Der Bundesrichter Andreas Grube, der Dramaturg, Regisseur und Intendant Marcus Grube und der Sachbuchautor und Politiker Florian Schmidt sind seine Neffen, der Journalist und Historiker Hartmut Schmidt ist sein Bruder.
Martin Schmidt verstarb wenige Tage vor Vollendung seines 78. Lebensjahres und wurde auf dem Hamburger Friedhof Blankenese beigesetzt.

## Politik
Martin Schmidt war für die Grün-Alternative Liste von Juni 1982 bis Januar 1985 und vom November 1986 bis Mai 1987 Abgeordneter in der Bezirksversammlung Altona sowie von Juni 1991 bis 2001 Mitglied der Bürgerschaft der Freien und Hansestadt Hamburg. 1993 war er Fraktionsvorsitzender, ansonsten viele Jahre stellvertretender Fraktionsvorsitzender. Als Abgeordneter war er unter anderem Mitglied des Bau- und Verkehrs-, des Verfassungs- sowie des Rechtsausschusses (1997 bis 2001 als Vorsitzender des Bau- und Verkehrsausschusses). Schmidt hatte ein besonderes Interesse an Fahrradpolitik (fast 100 kleine Anfragen zum Thema „Radfahrer in Hamburg“), auch stammt von ihm die Idee zum Hamburger Fahrradhäuschen. 1990 schlug er die (Wieder-)Einführung der Stadtbahn Hamburg vor.
Zu einer außergewöhnlichen Situation kam es 2003. Schmidt wurde von der GAL als Kandidat für das Hamburgische Verfassungsgericht (für die ausscheidende Verfassungsrichterin Inga Schmidt-Syaßen) benannt. Er wurde von der Bürgerschaft gewählt und sofort vereidigt. Es hätte aber für die ausscheidende Schmidt-Syaßen eine Berufsrichterin oder -richter ausgewählt werden müssen. Diese Vorgabe erfüllte Schmidt nicht. Im Hamburger Verfassungsgericht sitzen 4 Berufsrichter und 2 Volljuristen und 3 Personen aus anderen Bereichen. Schmidt hätte nur einen Platz im Verfassungsgericht einnehmen dürfen, wenn eine der drei Personen aus einem anderen Bereich ausgeschieden wäre.
In den letzten Jahren beschäftigte Martin Schmidt sich vor allem mit der Hamburgischen Wahlgesetzgebung (Wahlrechtsreform) und dem Hamburger Volksentscheid. Schmidt war klarer Gegner der Wahlgesetze der CDU. Er unterstützte die Anwohner-Initiative Stresemannstraße bei  dem Bemühen, eine tragfähige Lösung der Verkehrsprobleme in dieser dicht besiedelten Hauptverkehrsstraße zu erreichen.
Am 23. Mai 2004 saß Schmidt für die GAL in der Bundesversammlung, in der Horst Köhler erstmals zum Bundespräsidenten gewählt wurde.

## Publikationen (Auswahl)
- Die Erklärungen zum Weltbild Homers und zur Kultur der Heroenzeit in den bT-Scholien zur Ilias. München 1976 (Zetemata, Heft 62).
- The Homer of the Scholia: What is explained to the Reader?. In: F. Montanari (Hrsg.): Omero tremila Anni dopo. Rom 2002, S. 159–183.
- Der wissenschaftliche Ort des LfgrE. In: Th. Städtler (Hrsg.): Wissenschaftliche Lexikographie im deutschsprachigen Raum. Heidelberg 2003, S. 83–91 (online als PDF).
- Some remarks on the semantics of anax in Homer. In: S. Deger-Jalkotzy u. a. (Hrsg.): Ancient Greece 1200–700 BC. Edinburgh 2006, S. 439–447.
- Die Welt des Eumaios. In: Andreas Luther (Hrsg.): Geschichte und Fiktion in der homerischen Odyssee. C. H. Beck, München 2006, S. 117–138
- Mehr als 600 Artikel im Lexikon des frühgriechischen Epos, Lieferung 8, 1976 bis 25, 2010, Göttingen.